# Oak Orchard (Delaware)
Oak Orchard es un área no incorporada ubicada en el condado de Sussex en el estado estadounidense de Delaware. Oak Orchard se encuentra ubicada dentro de Millsboro.

## Geografía
Oak Orchard se encuentra ubicada en las coordenadas 38°35′46″N 75°10′22″O / 38.59611, -75.17278.